# Sumba granulifera
Sumba granulifera är en insektsart som beskrevs av Boris Petrovich Uvarov 1953. Sumba granulifera ingår i släktet Sumba och familjen gräshoppor. Inga underarter finns listade i Catalogue of Life.